# Tire-sac

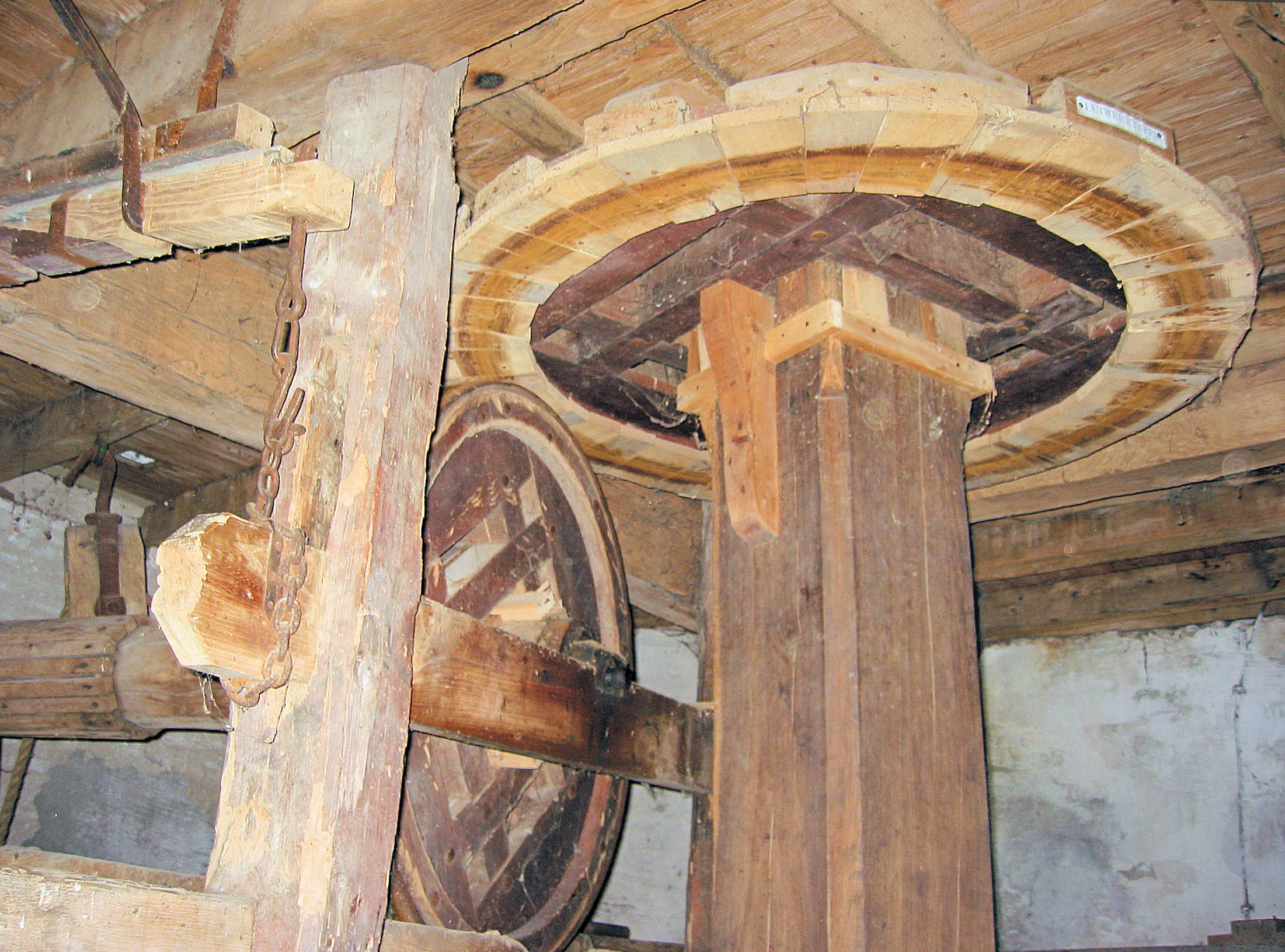
Tire-sac du moulin De Zwaan à Lienden. La roue à friction (luiwiel) est entraînée par la table de friction (luitafel).

Le tire-sac ou monte-sac (en anglais sack hoist, en allemand sackaufzug, en néerlandais luiwerk) est l'appareil sur un moulin destiné à soulever des sacs de céréales. Habituellement, les sacs de jute sont attachés à la corde tire-sac (luitouw) avec une simple pince (molenaartje). Une bâche fourre-tout (luimat) est parfois utilisée pour soulever d'autres objets. 

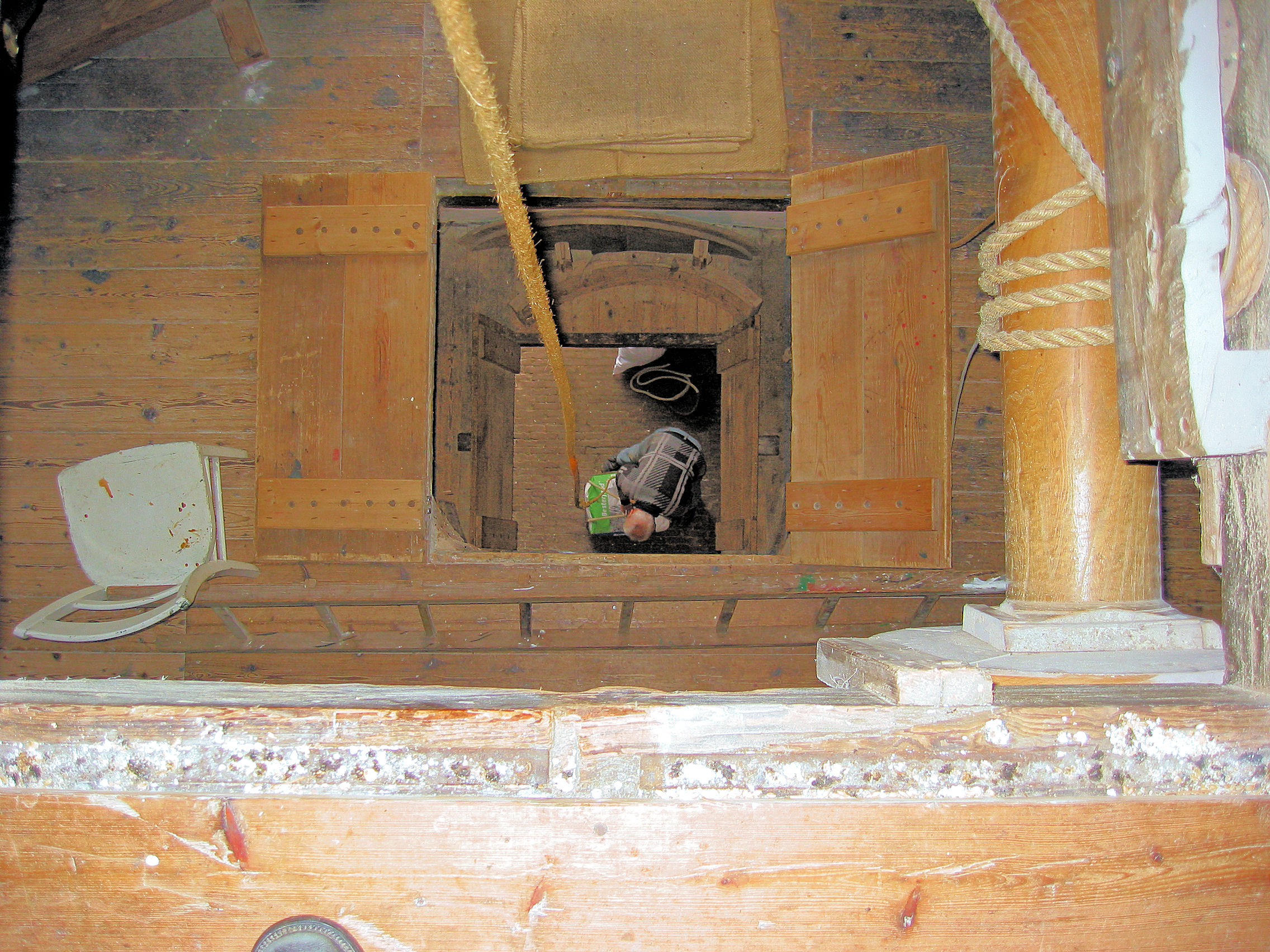
Tirage de sac Walderveense molen

## Galerie

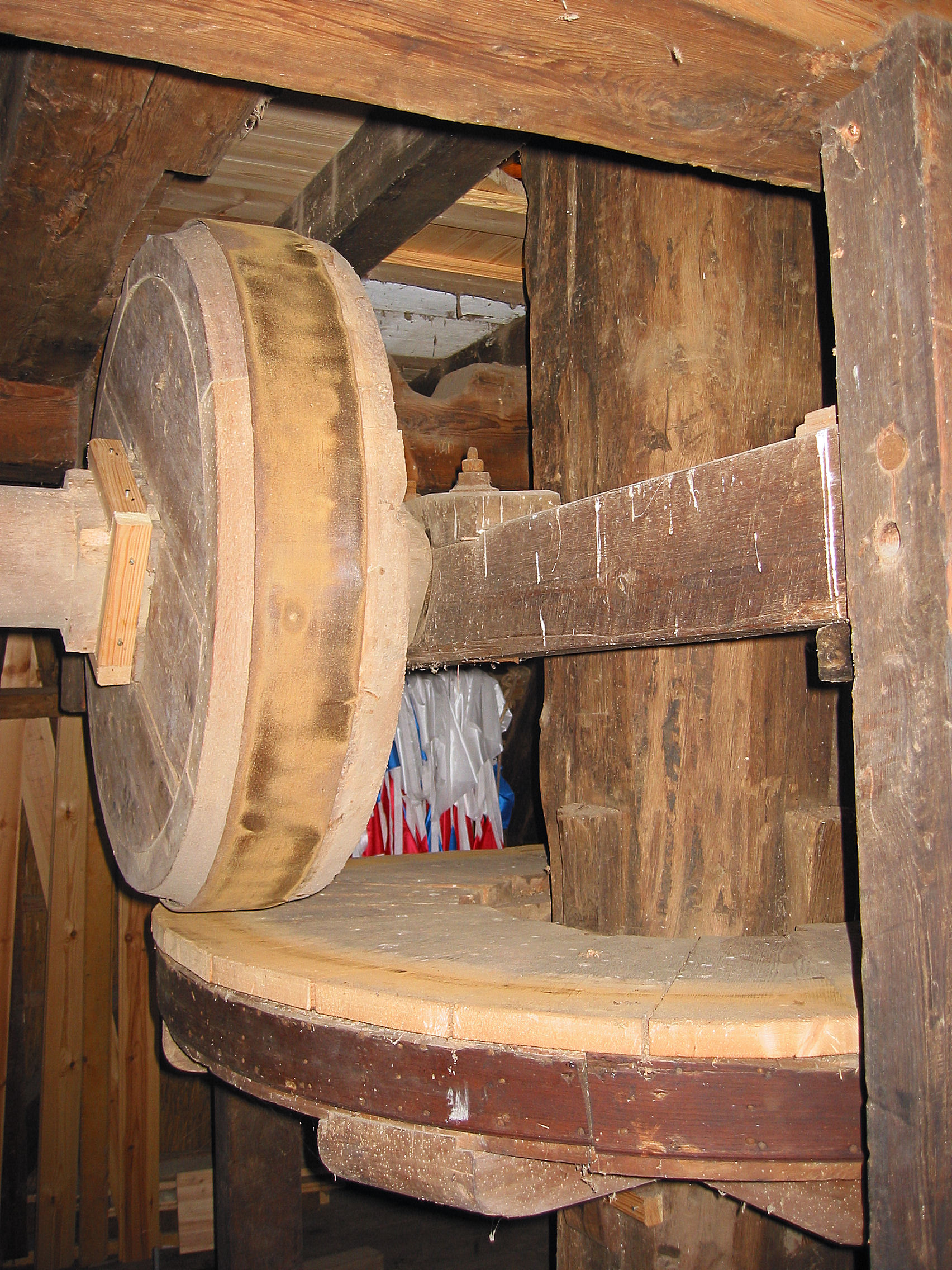
Table de friction avec roue de fricition. De Hoop à Appel.
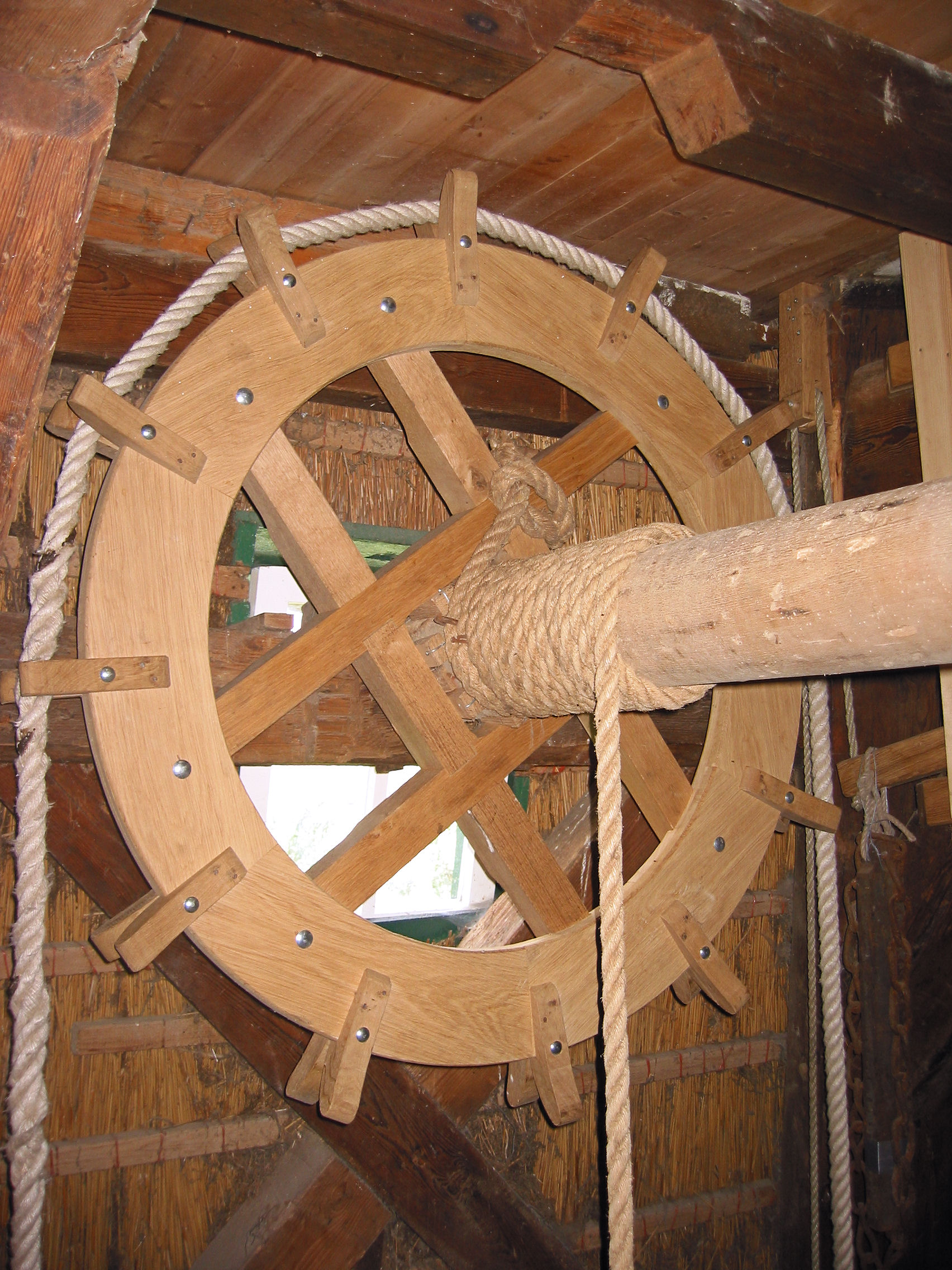
Roue à fourche avec chaîne sans fin (gaffelwiel) . De Hoop à Appel
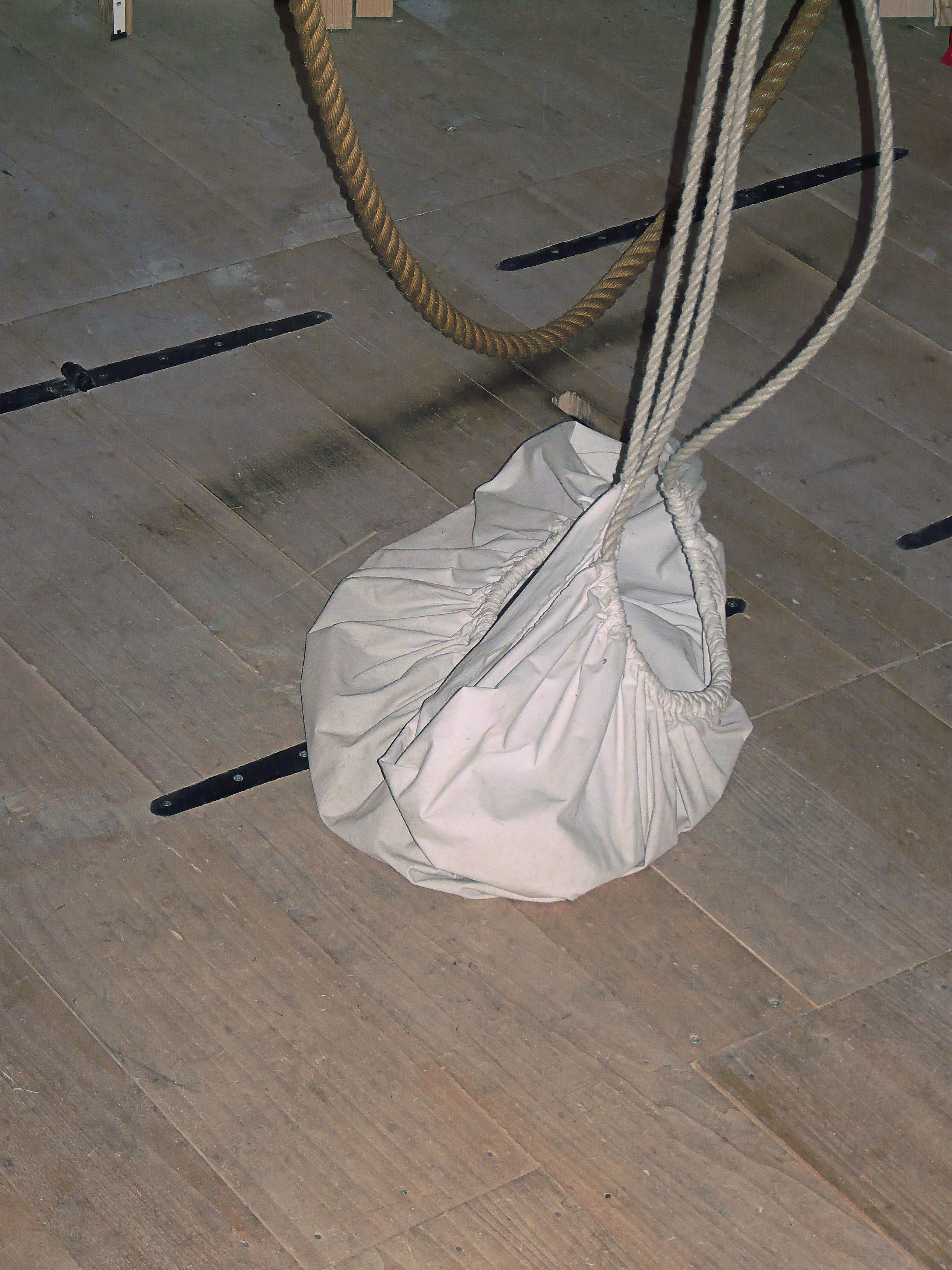
(luimat)
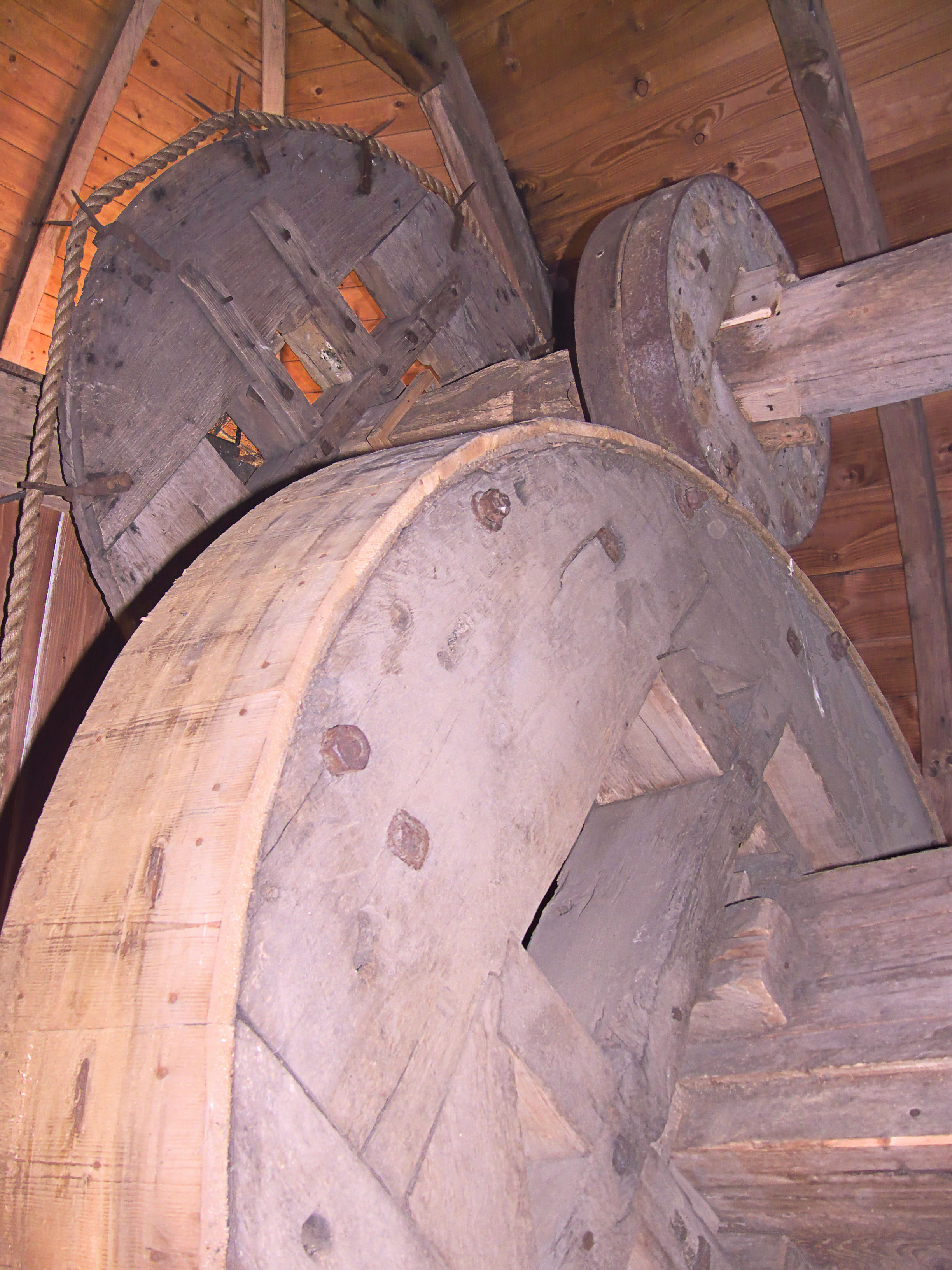
De Vlijt (Geffen)
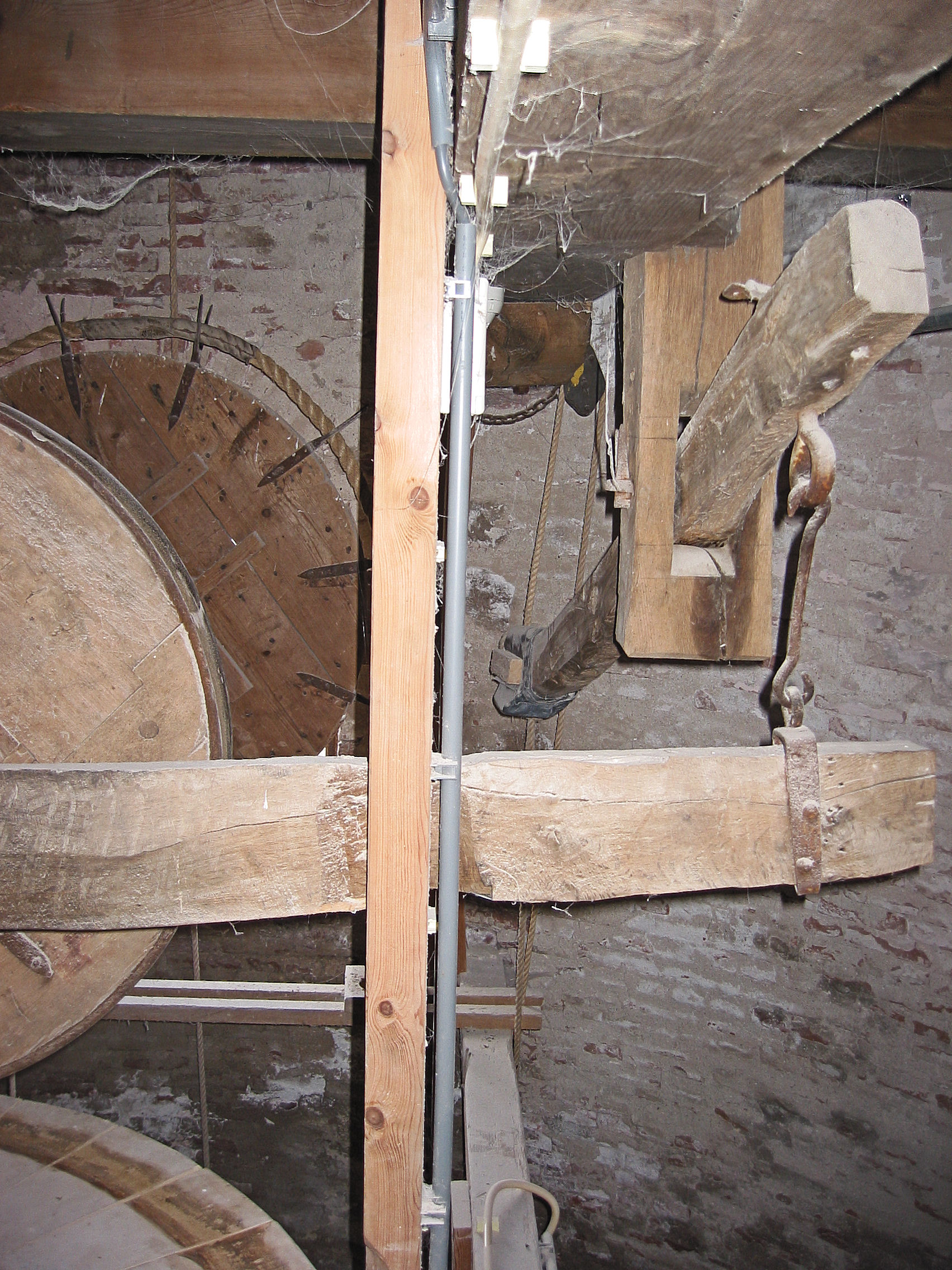
Lichtboom et pasbrug van de De Hoop.
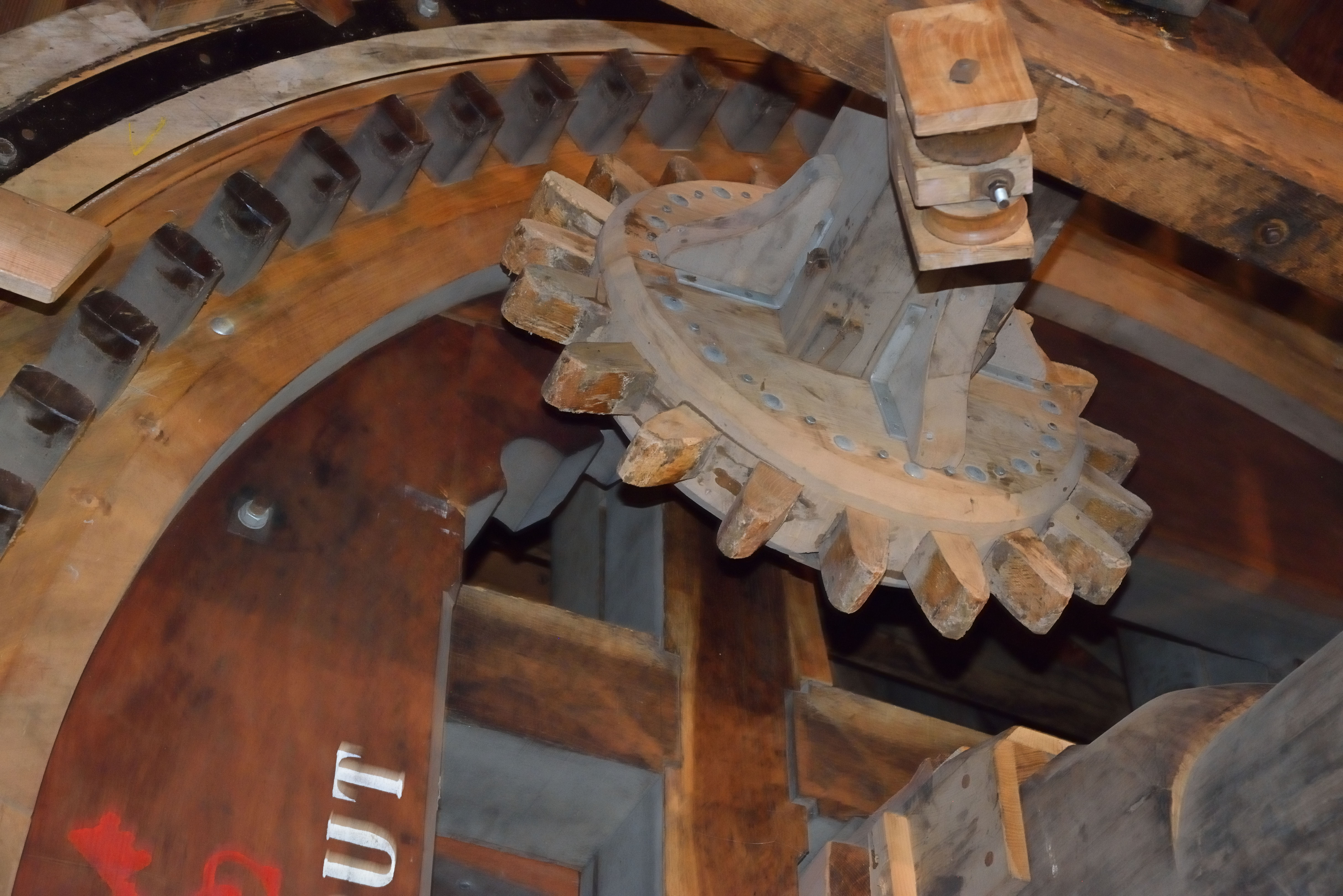
Varkenswiel (kammenwiel). De Put (Leiden)
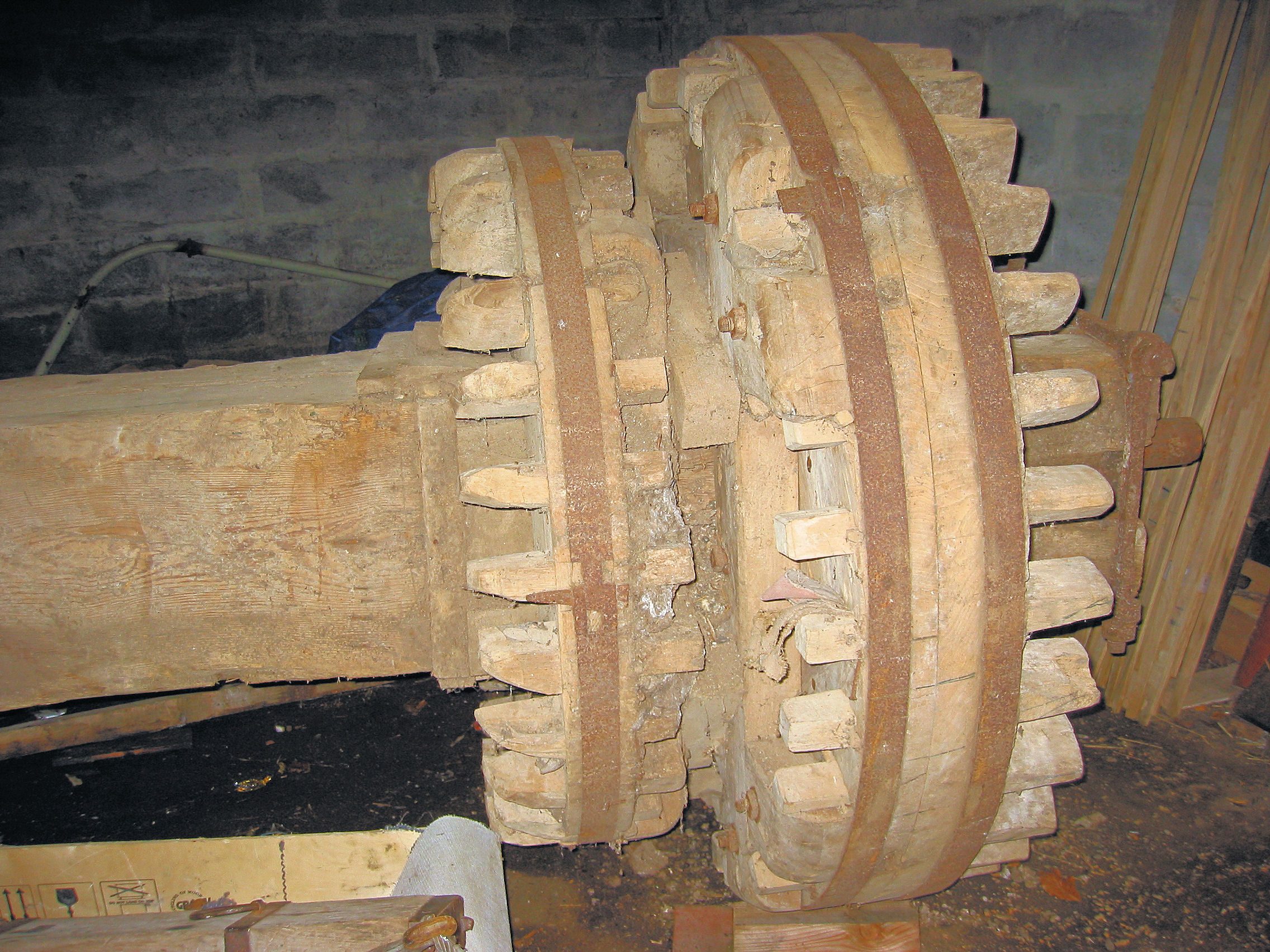
Luibonkelaar. Concordiamolen
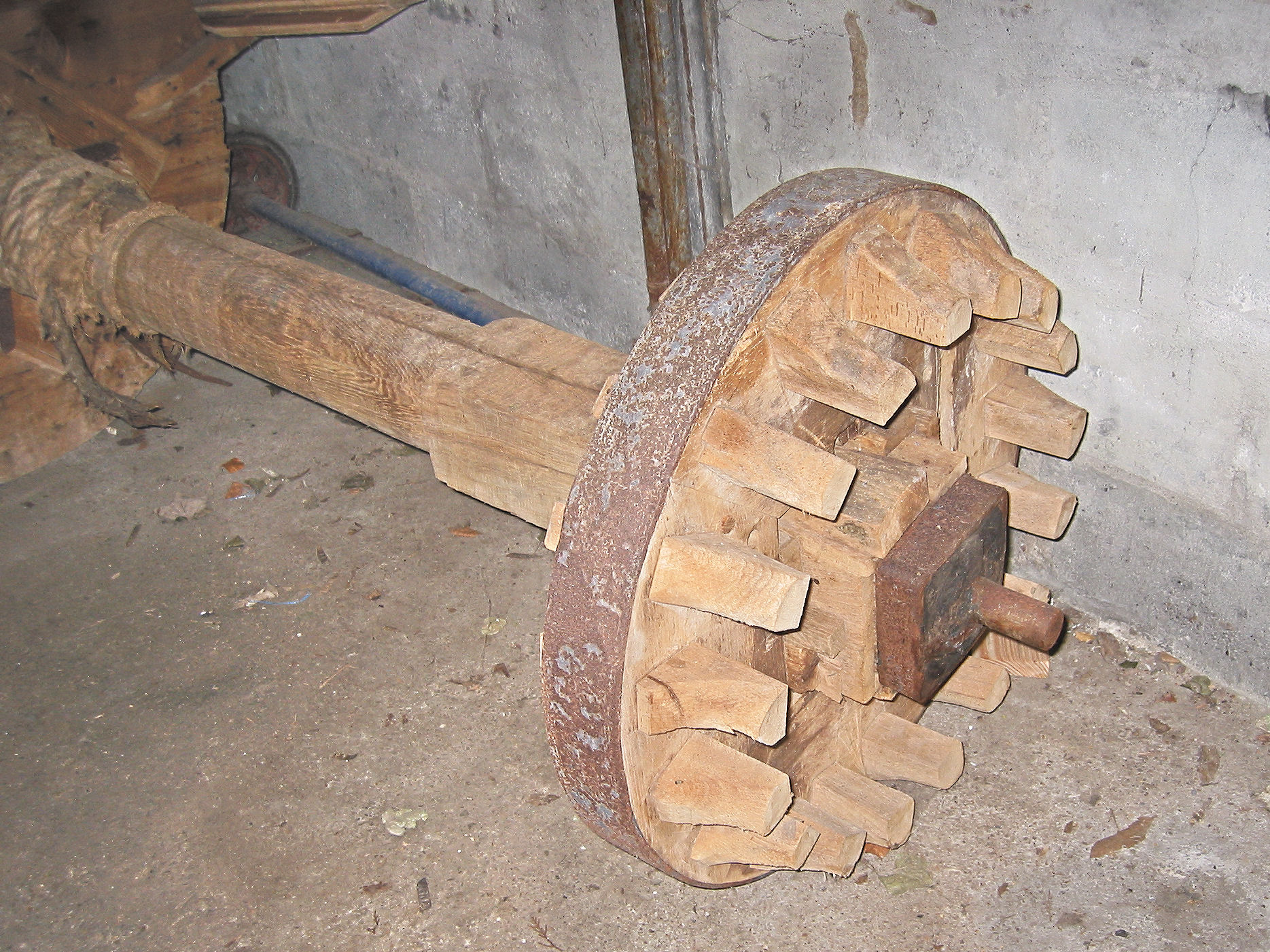
Kammenluiwiel Concordiamolen. Notez la forme spéciale des alluchons.
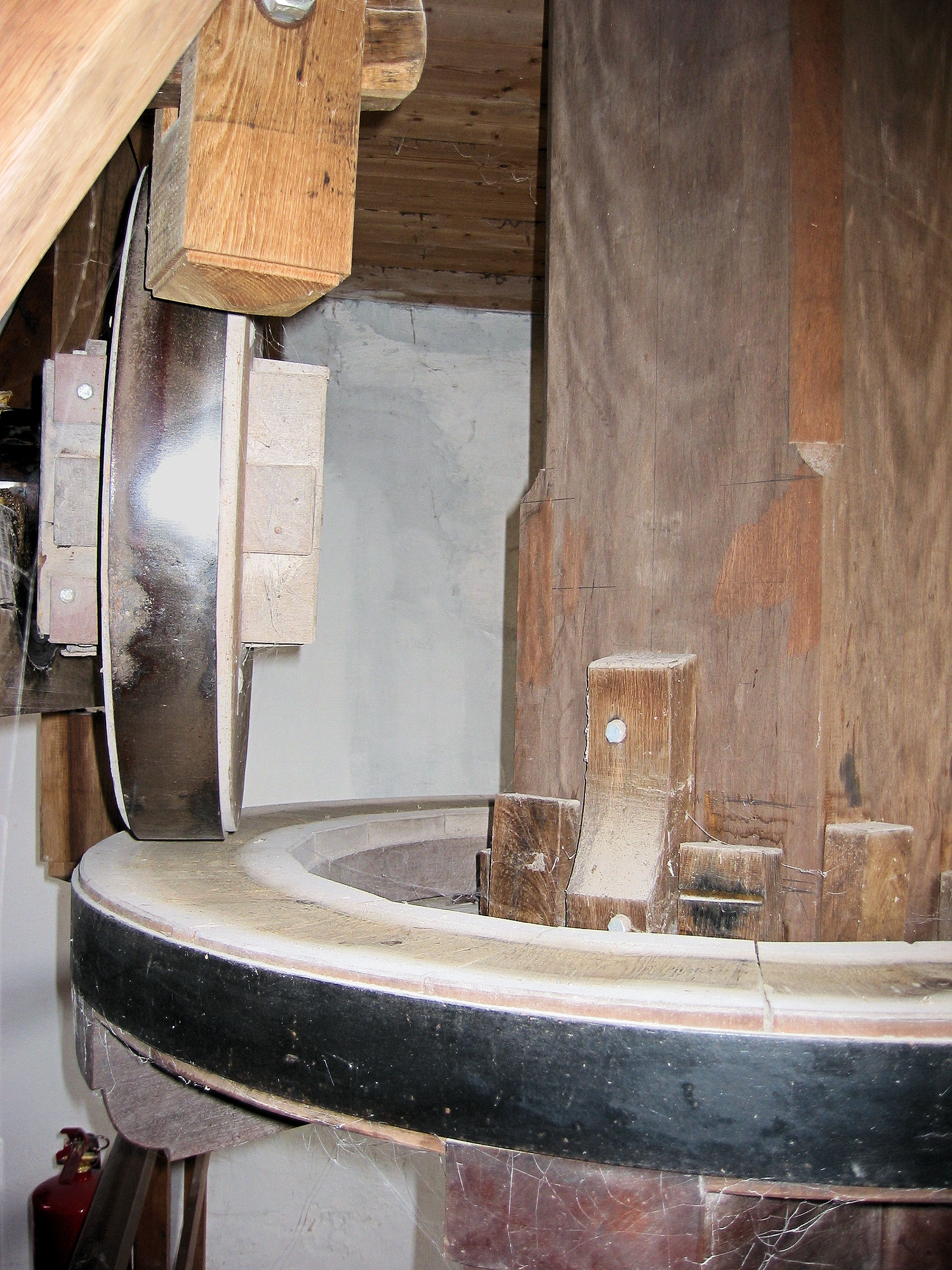
Sleepluiwerk. Op Hoop Van Beter
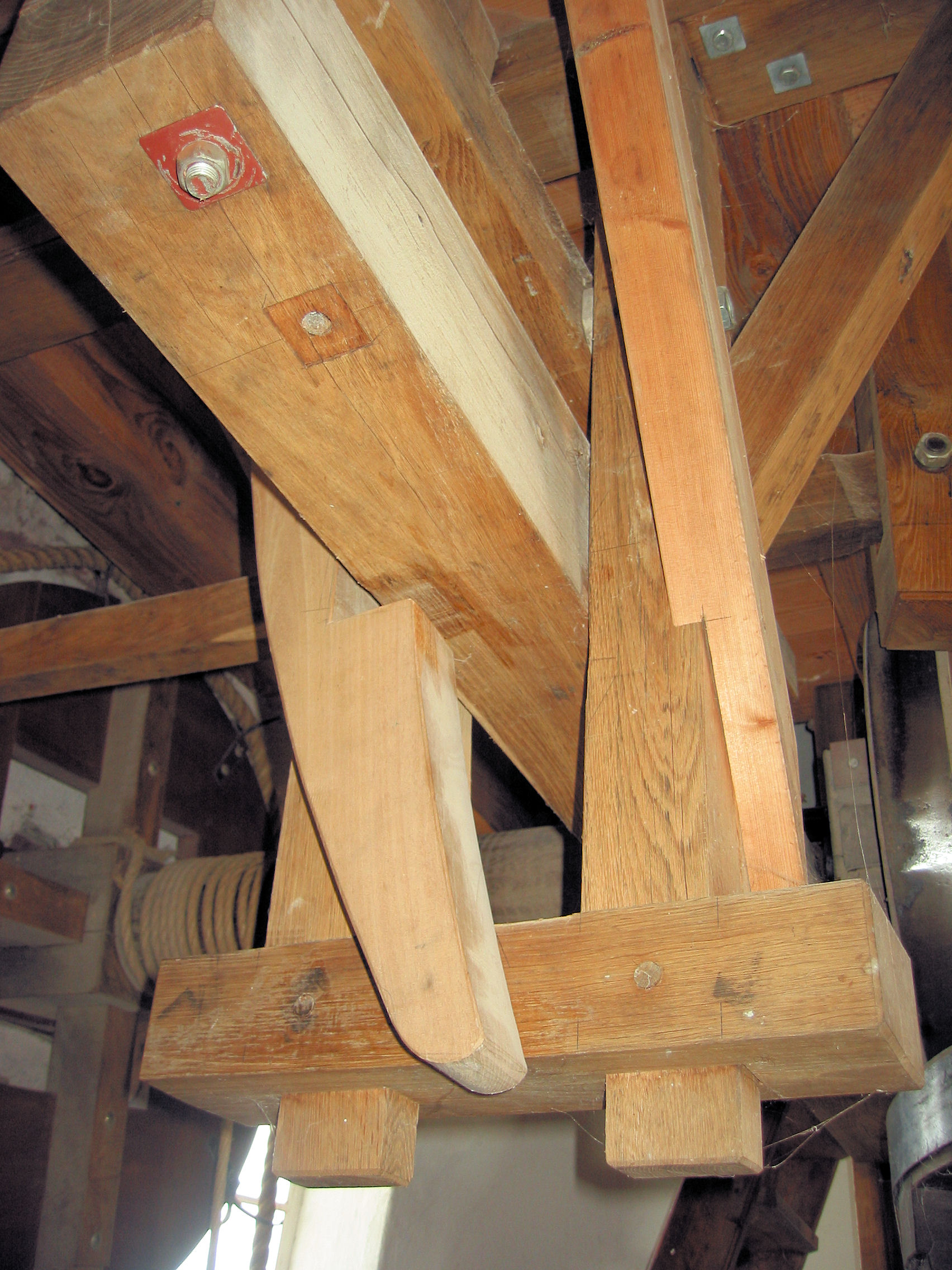
Vangbalk sleepluiwerk. Op Hoop Van Beter